# Сини Божі
Сини Божі (івр. בְנֵי־הָאֱלֹהִים, трансліт. Bənē hāʾĔlōhīm, досл. «сини богів») — фраза, що використовується в єврейській Біблії та християнських апокрифах. Цей вислів також використовується в Каббалі, де бене елогім є частиною різних єврейських ангельських ієрархій.

## Єврейська Біблія

### Буття 6
1 І сталося, що розпочала людина розмножуватись на поверхні землі, і їм народилися дочки. І побачили Божі сини людських дочок, що вродливі вони, і взяли собі жінок із усіх, яких вибрали. І промовив Господь: Не буде Мій Дух перемагатися в людині навіки, бо блудить вона. Вона тіло, і дні її будуть сто і двадцять літ. За тих днів на землі були велетні, а також по тому, як стали приходити Божі сини до людських дочок. І вони їм народжували, то були силачі, що славні від віку.— Бут. 6:1–4, UBIO
Перша згадка про «синів Божих» в Біблії зустрічається в Буття 6:1–4. З точки зору літературно-історичного походження, ця фраза зазвичай асоціюється з традицією ягвістів (Яхве).
Те, що «сини Божі» були достатньо відокремлені від «дочок людських», щоб вони виправдовували таку відмінність, породило тисячолітні дискусії щодо значення цього терміна. Історично в єврейській думці цей уривок мав багато тлумачень. Ось три:
1. Нащадки Сета: Перші згадки про нащадків Сета, які повстали проти Бога та змішувалися з дочками Каїна, зустрічаються в християнській та рабинській літературі з другого століття нашої ери, наприклад Рабин Шимон Бар Йохай, Оріген, Августин з Бегемота, Юлій Африканський і листи, що приписуються св. Клименту. Це також точка зору, виражена в сучасній канонічній амхарській ефіопській православній Біблії. В юдаїзмі «Сини Божі» зазвичай мають на увазі праведників, тобто дітей Сета.
2. Ангели: усі найдавніші джерела інтерпретують «синів Божих» як янголів. Починаючи з ІІІ століття до н. е., посилання зустрічаються в енохічній літературі, сувоях Мертвого моря (Апокрифон Буття, Дамаський документ, 4Q180), Ювілеях, Заповіті Рувима, 2 Варуха, Йосипа Флавія та книзі Юди (порівняйте з 2 Петра 2). Це також значення лише двох ідентичних зустрічей bene ha elohim в єврейській Біблії (Йов 1:6 і 2:1) і найбільш близьких виразів (див. список вище). У Септуагінті інтерпретаційне читання «ангели» зустрічається в Александринському кодексі, одному з чотирьох основних свідків грецького тексту.
3. Обожнювані царі/судді-тирани: У науковому співтоваристві також існує великий консенсус щодо того, що «синами Бога» були просто обожнювані царі різних ханаанських міст-держав. Це будуть ті самі ханаанські міста-держави, від яких пізніші протоізраїльтяни зрештою втечуть, і які зрештою переселяться в Юдейське нагір'я.

Равинський юдаїзм традиційно дотримується першого тлумачення, за деякими винятками, і сучасні єврейські переклади можуть перекладати bnei elohim як «сини правителів», а не як «сини Бога». Незважаючи на це, друга інтерпретація (сини ангелів або інші божественні істоти) не існує в сучасному юдаїзмі. Це відображається у відмові від Єноха та інших апокрифів, які підтримують друге тлумачення з єврейського Біблійного канону.

#### Угаритський текст
Клаус Вестерман стверджує, що текст книги Буття 6 заснований на угаритському уртексті. В угаритській мові споріднене словосполучення bn 'il. Це може статися в циклі угаритського Ваала.
- KTU ² 1.40 демонструє використання bn il у значенні «сини богів».[7]
- KTU² 1.65 (що може бути вправою для писарів) використовує bn il тричі поспіль: il bn il / dr bn il / mphrt bn il «Ель, сини богів, коло синів богів / сукупність синів богів».[5]

Фраза bn ilm («сини богів») також засвідчена в угаритських текстах, як і фраза phr bn ilm («збори синів богів»).
В іншому місці в корпусі Угаритів припускається, що bn ilm були 70 синами Ашери та Ела, які були титульними божествами людей відомого світу, і їхній шлюб «hieros gamos» з дочками людей призвів до їхнього воцаріння. У 2 Самуїла 7 є докази того, що це могло бути також в Ізраїлі.

#### Пізній текст
Дж. Шарберт пов'язує Буття 6:1–4 із джерелом священиків і остаточною редакцією П'ятикнижжя. На цій підставі він відносить текст до подальшої редакційної діяльності. Рюдігер Бартельмус бачить лише Буття 6:3 як пізню вставку.
Юзеф Мілік і Метью Блек висунули погляд на пізній текст доповнення до тексту, що залежить від постексилічної, неканонічної традиції, як-от легенда про Сторожів із псевдоепіграфічної версії Книги Еноха.

#### Переклади
Різні вихідні версії Буття 6:1–4 відрізняються за використанням «синів Божих». Деякі рукописи Септуагінти мають виправлення, щоб читати «синів Божих» як «ангелів». Ватиканський кодекс спочатку містить «ангелів».  У Александрійському кодексі «сини Божі» було опущено і замінено на «ангели». Таке читання ангелів додатково підтверджує Августин у своїй роботі «Про місто Боже», де він говорить про обидва варіанти в книзі 15, розділ 23. Пешитта читає «сини Божі». Крім того, Вульгата означає буквальне filii Dei, що означає Сини Божі. Більшість сучасних перекладів християнської Біблії зберігають це, тоді як єврейські мають тенденцію відхилятися до таких, як Сини Правителів, що частково може бути пов'язано з Шимоном бен Йохаєм, який прокляв кожного, хто перекладав це як «Сини Божі» (Буття Рабба 26:7).
Крім цього в енигах Йова 1:6 та Повторення Закону 32:8, коли фраза «ангели Божі» вживається замість того, де єврейська мова говорить «сини Божі». Для вірша з Повторення Закону в масоретському тексті сказано не «сини Божі», а «сини Ізраїлю», однак у 4Q37 використовується термін «сини Божі». Це, ймовірно, основне читання для читання, яке ми бачимо в Септуагінті.

### Інші згадки
Фраза «сини Елогіма» також зустрічається в:
- Йов 1:6 bənê hāʼĕlōhîm (בְּנֵי הָאֱלֹהִים), сини Елогіма.[25]
- Йов 2:1 bənê hāʼĕlōhîm (בְּנֵי הָאֱלֹהִים), сини Елогіма.
- Йов 38:7 bənê ĕlōhîm (בְּנֵי אֱלֹהִֽים) без певного артикля — сини Елогіма [джерело?]
- Повторення 32:8 обидва bənê ĕlōhîm (בְּנֵי הָאֱלֹהִים) і bənê ĕl (בני אל); сини Елогіма в двох або De4QD, сини Елохіма або De4Qd Sea Elqs. переважно «ангели Божі» (αγγελων θεου) у LXX (іноді «сини Божі» чи «сини Ізраїлю»); «синів Ізраїлю» в МТ.[26][27]:147[28]

Близько пов'язані фрази включають:
- Псалом 29:1 bənê ēlîm (בְּנֵי אֵלִים) без певного артикля — сини еліма (подібний вираз). [джерело?]
- Псалом 82:6 bənê elîon (בְּנֵי עֶלְיוֹן) без певного артикля та використання «Найвищий» замість ēl.
- Псалом 89:6 bənê ēlîm (בְּנֵי אֵלִים) — сини Еліма
- Близько споріднений арамейський вираз зустрічається в Даниїле 3:25: bar elahin — בַר אֱלָהִֽין — син богів.

## Юдаїзм другого храму (бл. 500р. до н.е.— 70 р. н.е.)
Книга Еноха, Книга Єноха велетнів і Книга Ювілеїв стосуються Сторожів, які є паралельними «синам Божим» у Буття 6. Деякі вважають, що Послання Варнави визнає енохіанську версію.

## Інтерпретація

### Християнська давнина
Християнські письменники, такі як Юстин Мученик, Євсевій, Климент Олександрійський, Оріген і Коммодіан вважали, що «сини Божі» в Буття 6:1–4 були занепалими ангелами, які вступили в неприродний союз з людськими жінками, що призвело до народження нефілімів. Деякі вчені вважають коментар Ісуса в Matthew 22:30 про те, що ангели на небі не одружуються, як спростування цієї точки зору.
Інші ранні християни вірили, що «сини Божі» в Буття 6:1–4 були нащадками Сета. Августин Гіппонський підтримав цю точку зору, засновану на Chronographiai Юлія Африканського у його книзі «Місто Бога», в якій йдеться про «синів Бога» як про нащадків Сета (або Сефітів), чистої лінії Адама. «Дочки людські» розглядаються як нащадки Каїна (або каїнітів). Варіації цієї точки зору отримали і єврейські філософи.

### Середньовічний юдаїзм
Традиціоналісти та філософи юдаїзму середньовіччя зазвичай практикували раціональну теологію. Вони відкидали будь-яку віру в бунтівників або занепалих ангелів, оскільки зло вважалося абстрактним. Рабинські джерела, зокрема Таргум, стверджують, що «сини Бога», які одружувалися з дочками людськими, були просто людьми високого соціального становища. Їх також вважали язичницькими королівськими особами або представниками знаті, які з пожадливості одружувалися з жінками з усього населення. Інші варіації цієї інтерпретації визначають цих «синів Бога» як тиранічних стародавніх близькосхідних королів, яких шанували як божественних правителів, які ведуть полігамну поведінку. Незалежно від різниць у поглядах, основна концепція єврейських раціоналістів полягає в тому, що «сини Божі» були людського походження.
Найбільш відомими єврейськими письменниками, які підтримують погляд на людських «синів Бога», були Саадія, Раші, Лека Тоб, Мідраш Аґгада, Джозеф Бекор Шор, Авраам ібн Езра, Маймонід, Давид Кімхі, Нахманідес, Хізкуні, Бахья Ашур, Герсонідес, Шимеон бен Йохай і Гілель бен Самуель.
Ібн Езра міркував, що «синами Бога» були люди, які володіли божественною силою за допомогою астрологічних знань і здатні народжувати дітей незвичайного розміру та сили.
Єврейський коментатор Ісаак Абрабанель вважав, що аггадот до книги Буття 6 посилається на якусь таємну доктрину, і його не слід сприймати буквально. Пізніше Абрабанель приєднався до Нахманіда і Леві бен Герсона у просуванні концепції, що «синами Бога» були старші покоління, які були ближчими до фізичної досконалості, оскільки Адам і Єва були досконалими. Хоча існують варіації цієї точки зору, основна ідея полягала в тому, що ідеальні властивості Адама та Єви передавалися з покоління в покоління. Проте з кожним переходом покоління їхні досконалі фізичні властивості зменшувалися. Таким чином, перші покоління були могутнішими за наступні. Фізичний занепад молодих поколінь тривав до Потопу, аж до того, що їхні дні були пораховані, як сказано в Буття 6:3. Для старших поколінь було аморально спілкуватися з молодшими, в результаті чого маленькі жінки народжували надзвичайно великих дітей. Нефілім навіть вважався зростом.
Яків Анатолій та Ісаак Арама розглядали групи та події в Буття 6:1–4 як алегорію, насамперед за гріх пожадливості, який знизив вищу природу людини.

## Виноски
1. 1 2 3 4 5 6  {{Harvnb|Douglas|Tenney|Mursket|Silva|2011
2. ↑  The lexical item in івр. אלהים, трансліт. ʼĕlōhîm, means «God» but uses the Hebrew plural morpheme -im. Although ʼĕlōhîm is plural in form, it is understood in the singular sense. Therefore the English translation is «God» rather than «Gods».
3. 1 2 3 4  Davies, 1995
4. ↑  C. Westermann, Genesis, BKAT 1/3. (Neukirchen-Vluyn: Neukirchener Verlag, 1982), 42
5. 1 2  DDD, 1998
6. ↑  Mark S. Smith The Ugaritic Baal cycle 1994 p249 «all the divine sons» (or «all the sons of God»). ESA sources may support this point."
7. ↑  M. Dietrich, O. Loretz, J. Sanmartin Die keilalphabetischen Texte aus Ugarit 2d ed. (Munster: Ugarit-Verlag, 1995)
8. ↑  Jesús-Luis Cunchillos, Juan-Pablo Vita, A concordance of Ugaritic words 2003 p389
9. ↑  Jesús-Luis Cunchillos, Juan-Pablo Vita, The texts of the Ugaritic data bank 2003 p82
10. ↑  Marvin H. Pope El in the Ugaritic texts 1955 p49
11. ↑  Rahmouni, A. Divine epithets in the Ugaritic alphabetic texts 2008 p91
12. ↑  Young G. D. Concordance of Ugaritic 1956 Page 13
13. ↑  G. Johannes Botterweck, Helmer Ringgren Theological dictionary of the Old Testament 2000 p130
14. ↑  Parker, Simon B. (2000). Ugaritic Literature and the Bible. Near Eastern Archaeology. 63 (4): 228—31. doi:10.2307/3210794. JSTOR 3210794.
15. ↑  Cooke, Gerald (1961). The Israelite King As Son of God. Zeitschrift für die Alttestamentliche Wissenschaft. 73 (2): 202—25. doi:10.1515/zatw.1961.73.2.202.
16. ↑  Scharbert, J. Traditions- und Redaktionsgeschichte von Gn 6 1967
17. ↑  Jackson, 2004
18. ↑  CHURCH FATHERS: City of God, Book XV (St. Augustine). www.newadvent.org. Процитовано 17 березня 2019.
19. ↑  Biblia Peshitta en español: traducción de los antiguos manuscritos arameos.. Nashville, Tenn.: Holman Bible Publishers. 2006. ISBN 9789704100001.
20. ↑  Genesis 6 - VUL Bible. Bible Study Tools. Процитовано 17 березня 2019.
21. ↑  Shurpin, Yehuda. Nephilim: Fallen Angels, Giants or Men?. www.chabad.org (англ.).
22. ↑  Job 1 - LXX Bible. Bible Study Tools. Процитовано 17 березня 2019.
23. ↑  Biblical Dead Sea Scrolls - 4Q37 Deuteronomy. dssenglishbible.com. Процитовано 17 березня 2019.
24. ↑  Deuteronomy 32 - LXX Bible. Bible Study Tools. Процитовано 17 березня 2019.
25. ↑  Job 1:6 (KJV). Blue Letter Bible.
26. ↑  Michael S. Heiser. Deuteronomy 32:8 and the Sons of God (PDF).
27. ↑  Jesus, Gnosis and Dogma. T&T Clark International. 2010. с. 147. ISBN 9780567466426. Процитовано 30 січня 2014.
28. ↑  Michael S. Heiser (2001). DEUTERONOMY 32:8 AND THE SONS OF GOD. Процитовано 30 січня 2014.
29. ↑  Wright, 2004
30. ↑  James Carleton Paget, The Epistle of Barnabas: outlook and background 1994 — p10 «The quotation finds no precise equivalent in Enoch, which is probably explicable on the grounds that B. is inspired by something he remembers from Enoch at this point (see for a parallel to I Enoch 89:61-64; 90:17f.)»
31. ↑  Colavito, Jason. Julius Africanus' Chronography (Fragment 2). Архів оригіналу за 20 грудня 2012.
32. 1 2 3 4 5 6 7 8 9  Bamberger, 2006
33. ↑  Jung та 2004 Reprint
34. ↑  Bamberger, 2006, с. 151